# Dieter Bauer (Physiker)
Dieter Bauer (* 20. Januar 1968 in Darmstadt) ist ein deutscher Physiker. Er lehrt an der Universität Rostock.

## Leben
Dieter Bauer besuchte ab 1974 die Brüder-Grimm-Grundschule in Darmstadt und ging 1978 an das Justus-Liebig-Gymnasium. Dort bestand er 1987 sein Abitur. Die nächsten zwei Jahre verbrachte er im Zivildienst. Dann, 1989, begann er ein Physikstudium an der TH Darmstadt. Das Studium schloss er 1995 mit dem Diplom ab. Noch in diesem Jahr stellte ihn die Technische Hochschule als wissenschaftlichen Assistenten an. Während dieser Zeit tätigte er Studienreisen nach Finnland und Italien, wo er für einige Monate als wissenschaftlicher Assistent fungierte.
1997 wurde Bauer von der TU Darmstadt mit einer Arbeit über Field ionization dynamics in strong laser fields zum Doktor der Naturwissenschaften promoviert. Im gleichen Jahr wechselte er als Assistent zur TU Darmstadt.
2002 folgte an der Universität Bauers Habilitation für Naturwissenschaften anhand seiner Arbeit Intense laser field-induced multiphoton processes in single- and many-electron systems. Anschließend, seit Februar, wirkte er als Privatdozent. Im folgenden Jahr erhielt er von der Deutschen Forschungsgemeinschaft ein Heisenberg-Stipendium. Durch das Stipendium konnte er 2003/2004 das Max-Born-Institut für Nichtlineare Optik und Kurzzeitspektroskopie besuchen. Anschließend ging er als Leiter einer Nachwuchsgruppe an das Max-Planck-Institut für Kernphysik in Heidelberg.
Bauer wurde 2005 an die Universität Heidelberg umhabilitiert und begann im Juli, dort zu dozieren. 2007 wurde er in Heidelberg auch Koordinator der Max Planck Research School for Quantum Dynamics in Physics, Chemistry and Biology.
Heidelberg verließ Bauer 2009. Er wurde im September dieses Jahres an die Universität Rostock berufen und erhielt eine Professur für theoretische Physik, Quantentheorie und Vielteilchensysteme. Sein Vorgänger auf diesem Lehrstuhl war Gerd Röpke.

## Veröffentlichungen (Auswahl)
- Dynamik der Feldionisation im intensiven Laserpuls (1997)
- Intense laser field induced multiphoton processes in single- and many electron systems (2002)
- High power laser-matter interaction (mit Peter Mulser, Berlin Springer 2010)
- D. Bauer, H. Bauke, T. Brabec, T. Fennel, C. R. McDonald, D. B. Milosevic, S. Pabst, C. Peltz, G. Polau, R. Santra: Computational Strong-Field Quantum Dynamics: Intense Light-Matter Interactions, De Gruyter, 2017